# Daisuke Nasu
Daisuke Nasu (jap. 那須 大亮 Nasu Daisuke; ur. 10 października 1981) – japoński piłkarz. Obecnie występuje w Iwate Grulla Morioka.

## Kariera klubowa
Od 2002 do 2012 roku występował w klubach Yokohama F. Marinos, Tokyo Verdy, Júbilo Iwata i Kashiwa Reysol. Od 2013 roku grał w zespole Urawa Red Diamonds.

## Kariera reprezentacyjna
Został powołany do kadry na Igrzyska Olimpijskie w 2004 roku.